# استثنایی (فیلم ۲۰۱۷)
استثنایی (به انگلیسی: Singularity) یا تکینگی فیلمی محصول سال ۲۰۱۷ و به کارگردانی رابرت کوبا است. در این فیلم بازیگرانی همچون جان کیوسک، کامرون آرگانزیانو، جولیان شفنر، جرمی واکر و اگو نودیم ایفای نقش کرده‌اند.